# Erythrogonia vaccoma
Erythrogonia vaccoma är en insektsart som beskrevs av Medler 1963. Erythrogonia vaccoma ingår i släktet Erythrogonia och familjen dvärgstritar. Inga underarter finns listade i Catalogue of Life.